# Potamon fluviatile
Il granchio di fiume (Potamon fluviatile Herbst, 1785) è un crostaceo decapode di acqua dolce, appartenente alla famiglia dei Potamidi.

## Descrizione

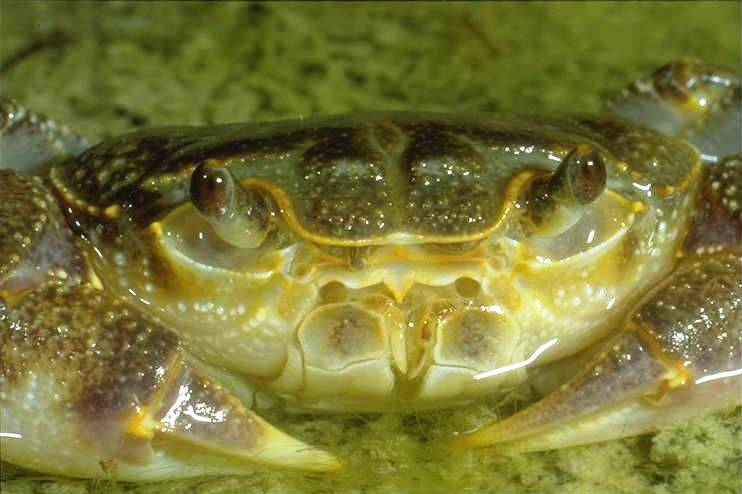
Ingrandimento degli occhi peduncolati e dell'apparato masticatorio

Il corpo, di colore marrone-grigio con striature giallastre, è diviso in tre segmenti: capo, torace e addome. I primi due, che formano il cefalotorace, sono ricoperti da un carapace chitinoso lungo 35–45 mm. Il capo è munito di un apparato boccale masticatore composto da due mandibole e due paia di mascelle. Gli occhi, sostenuti da un peduncolo, possono essere ritratti nelle cavità orbitali. L'addome è incurvato ventralmente; nelle femmine presenta una tasca addominale per l'incubazione delle uova e il trasporto dei piccoli. Il primo paio di arti è munito di robuste chele di color magenta-viola, utilizzate per la difesa e la predazione, mentre le altre quattro paia hanno funzione locomotoria. Nei maschi adulti si registra una spiccata eterochelia, con una chela, solitamente la destra, di dimensioni nettamente superiori.

## Biologia
Vive in tane scavate lungo le sponde di torrenti e di pozze d'acqua dolce. A volte in aree ristrette convivono anche una decina di esemplari. È in grado di tollerare bassi tassi di umidità: ciò gli consente di lasciare il corso d'acqua e di addentrarsi per decine di metri nell'ambiente terrestre. Durante la stagione fredda è raro trovare esemplari al di fuori delle loro tane. La specie è attiva da primavera ad autunno; nei mesi estivi le fasi di attività si concentrano nelle ore dopo il tramonto. I suoi principali predatori sono ratti, volpi, donnole, uccelli e, in passato, anche l'uomo, che era solito cibarsi della sua prelibata carne.

### Riproduzione
In periodo riproduttivo i maschi ingaggiano tra loro lotte rituali per sancire il diritto all'accoppiamento; tuttavia, ogni femmina può accoppiarsi anche con più partner. L'accoppiamento e la successiva ovodeposizione avvengono tra giugno e settembre. Il maschio rilascia alla femmina un sacchetto di sperma, che viene conservato, per un periodo variabile da qualche settimana fino a un anno, all'interno di un apposito ricettacolo seminale. La fecondazione delle uova, prodotte dalla femmina all'interno di una tasca addominale, avviene successivamente. Lo sviluppo delle uova, in numero di circa 200 per ogni covata, è diretto; la schiusa avviene dopo una quarantina di giorni. I piccoli vengono trasportati e accuditi dalla madre per le prime due settimane, durante le quali vanno incontro a due successive mute; una volta rilasciati si riparano sotto i sassi o tra la vegetazione.

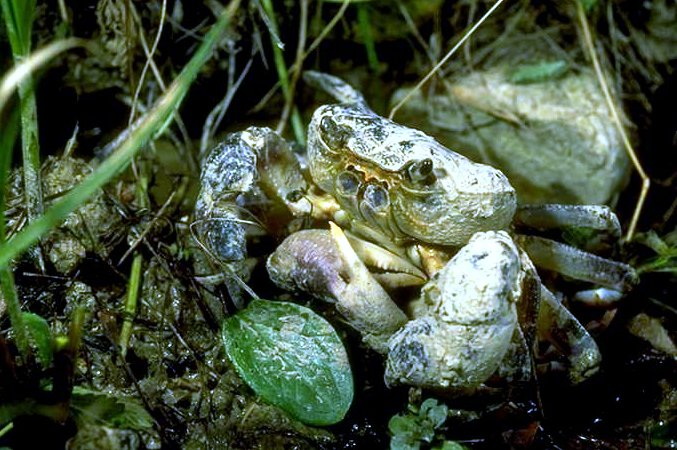
Maschio e femmina in accoppiamento
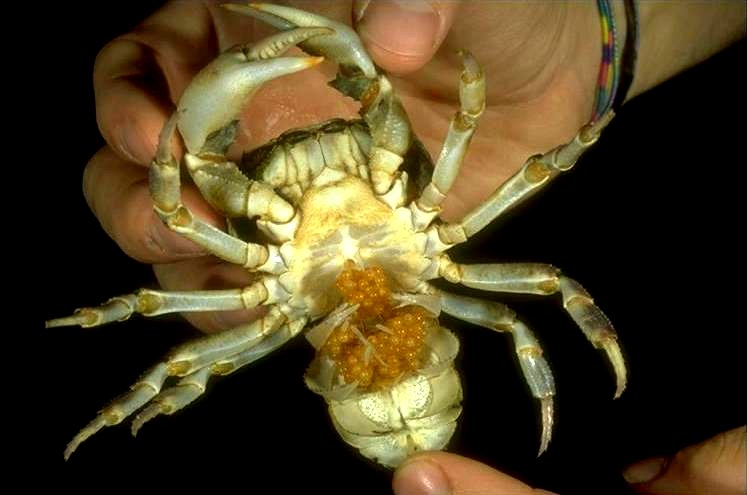
La tasca ventrale della femmina ripiena di uova
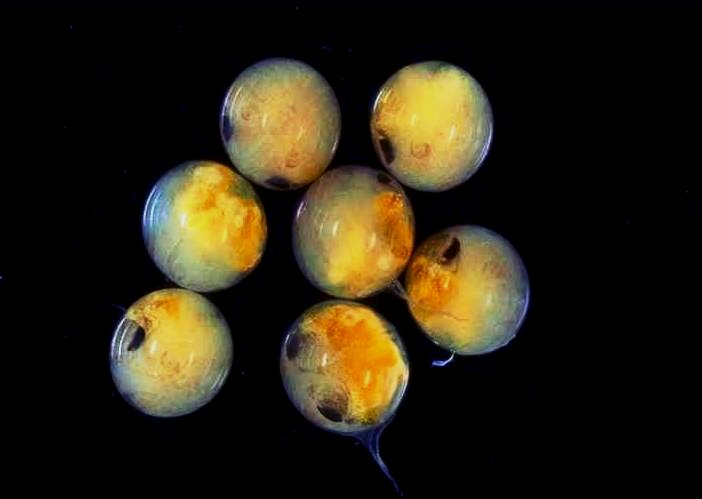
Ingrandimento delle uova
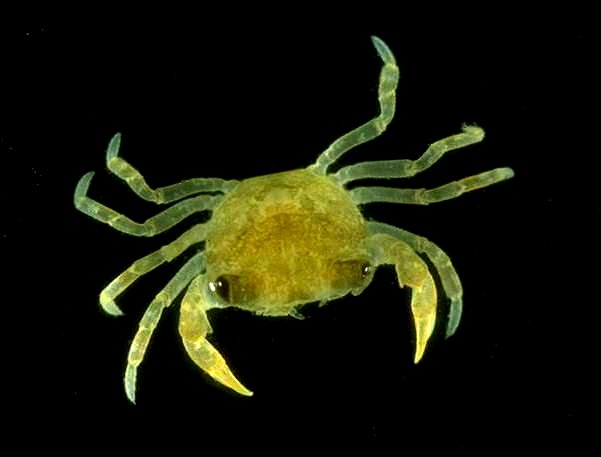
Giovane larva
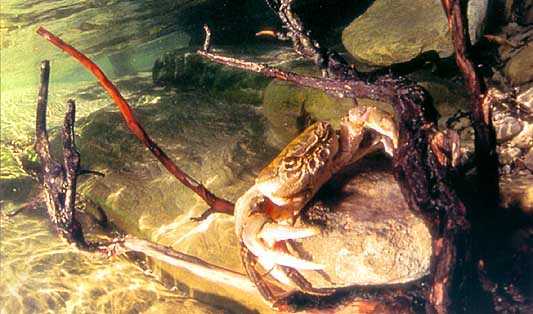
Esemplare adulto
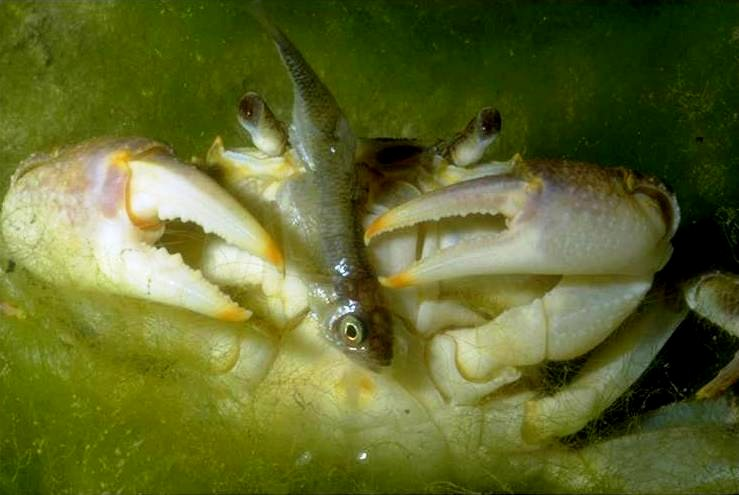
Cattura di un avannotto

## Alimentazione
Si tratta di un crostaceo onnivoro. Si ciba di insetti e delle loro larve, di lombrichi, piccoli pesci ed avannotti, nonché di materiale vegetale come alghe e muschi.

## Distribuzione e habitat

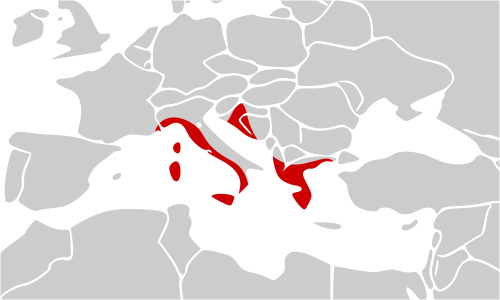
Attuale areale della specie

Un tempo era presente in gran parte dei paesi del bacino del Mediterraneo, dal Nordafrica alla Penisola balcanica. Attualmente la sua presenza è confermata in Grecia, Albania, Croazia e Malta. In Italia è presente dalla Sicilia fino all'Appennino ligure-tosco-emiliano, nonché in Sardegna, nella Liguria orientale, in Abruzzo e nelle Marche. Una popolazione di Potamon fluviatile è presente nel centro storico di Roma, all'interno dell'area del Foro di Traiano. Tale specie è oggetto di studi di mappaggio genetico da parte della comunità scientifica. Si tratta di una comunità isolata, che manifesta caratteristiche di gigantismo e sembra ambientata da lungo tempo nel sistema fognario del complesso monumentale.
Vive negli ambienti di acqua dolce: torrenti, fossati, canali a moto lento, ambienti lacustri e risaie.

## Stato di conservazione
Negli ultimi anni le popolazioni del granchio di fiume stanno subendo una
notevole riduzione in tutto l'areale e la specie è totalmente scomparsa da alcuni corsi d'acqua in cui era storicamente presente. Ciò è dovuto in massima parte all'impatto antropico responsabile di un'indiscriminata e illegale raccolta a scopo alimentare nonché dell'inquinamento dei corsi d'acqua, particolarmente in vicinanza dei centri abitati. Dal 2020 sembrerebbe che i granchi di fiume siano tornati a ripopolare alcuni corsi d'acqua nel nord della Toscana.